# 한림공업고등학교
한림공업고등학교(翰林工業高等學校)는 대한민국 제주특별자치도 제주시 한림읍 한림리에 있는 공립 고등학교이다.

## 학교 연혁
- 1952년 5월 6일 : 한림공업고등학원 설립. 기계과, 토목과 각 3학급 도지사 인가
- 1953년 4월 7일 : 한림공업고등학교 설립. 기계과, 토목과 각 3학급(합계 6학급) 문교부 인가
- 1953년 4월 19일 : 개교
- 1983년 8월 4일 : 학칙변경 인가(기계과, 토목과, 건축과, 전기과, 전자과 각 6학급 합계 30학급)
- 1995년 7월 14일 : 한림공업고등학교 부설 공업계 고등학교 공동실습소 개소
- 2008년 9월 1일 : 교육과정 특성화고등학교 지정 고시
- 2020년 2월 14일 : 2020년 특성화고 혁신지원사업 선정
- 2024년 6월 7일 : 학과재구조화(정밀기계과, 도시공간건설과, 스마트건축과, 전기에너지과, IT전자과)
- 2024년 7월 11일 : 제주형 자율학교(미래기술인재학교) 선정
- 2025년 1월 10일 : 제71회 졸업식(212명 졸업(총 20,368명)
- 2025년 3월 1일 : 제30대 이진승 교장 부임
- 2025년 3월 4일 : 제74회 입학식(205명 입학)

## 설치 학과
- 정밀기계과
- IT전자과
- 전기에너지과
- 스마트건축과
- 도시공간건설과

## 참고 자료
- 한림공업고등학교 - 한국교육학술정보원 학교알리미